# 1997年バスケットボール女子アジア選手権
1997年バスケットボール女子アジア選手権（The 17th Basketball Asia Championship for Men）は、タイ王国・バンコクで開催された第17回バスケットボール女子アジア選手権。4月27日から5月5日までの期間で開催された。
韓国が5大会振り10度目の優勝を飾り、日本・中国とともに1998年世界選手権出場権を獲得。

## 最終結果
| 順位 | 国       |
| ---- | -------- |
| 1    | 韓国     |
| 2    | 日本     |
| 3    | 中国     |
| 4    | 中華台北 |
| 5    | タイ     |
| 6    | キルギス |